# Аврам
Аврам или Авраам и Абрахам са библейски мъжки имена. Имената идват от иврит и означават „баща на много“ (אַבְרָהָם – Аврахам – abram 'баща' и hamon 'много'). В Библията Авраам (Абрахам) е прародителя на арабите, израелтяните и асирийците. Арабският еквивалент на името е Ибрахим.